# Campionati europei di salto ostacoli 1977
I Campionati europei di salto ostacoli 1977 si sono svolti a Vienna, in Austria. 

## Podi
| Evento           | Oro         | Argento      | Bronzo         |
| Gara individuale | Johan Heins | Eddie Macken | Antoon Ebben   |
| Gara a squadre   | Paesi Bassi | Regno Unito  | Germania Ovest |

## Medagliere
| Posiz. | Nazione     | Oro | Argento | Bronzo | Totale |
| ------ | ----------- | --- | ------- | ------ | ------ |
| 1      | Paesi Bassi | 2   | 0       | 1      | 3      |
| 2      | Irlanda     | 0   | 1       | 0      | 1      |
| 2      | Regno Unito | 0   | 1       | 0      | 1      |
| 4      | Francia     | 0   | 0       | 1      | 1      |
| Totale | Totale      | 2   | 2       | 2      | 6      |